# Parafia św. Jana Apostoła i Ewangelisty w Poznaniu
Parafia pw. św. Jana Apostoła i Ewangelisty w Poznaniu – parafia rzymskokatolicka znajdująca się w archidiecezji poznańskiej w dekanacie Poznań-Rataje. 
Erygowana w 1995. Mieści się przy ulicy Fortecznej.